# Inter Island Airways
Inter Island Airways (también conocido como Inter Island Air) es una aerolínea regional del Pacífico Sur con base en Pago Pago, Samoa Americana. Inter Island Airways opera vuelos de pasajeros comerciales y charter entre  Samoa Americana, Samoa Independiente y los países insulares vecinos del Pacífico. Su base de operaciones principal es el Aeropuerto Internacional de Pago Pago.

## Historia
Inter Island Airways fue fundada en 1993 como compañía de transporte a la demanda mediante el FAA Part 135.  Inter Island Airways recibió su certificado de transportista aéreo en septiembre de 1995 y comenzó a proporcionar servicios aéreos de transporte de pasajeros domésticos y de carga entre Pago Pago (Isla Tutuila), Ofu y Tau (en las Islas). La aerolínea comenzó un servicio de transporte de pasajeros a la demanda con dos Aero Commander de nueve asientos.
La aerolínea suspendió sus operaciones aéreas a finales de 1997 para enfocar su atención en ampliar sus instalaciones, y adquirir una nueva flota de aviones STOL Dornier 228-212 de diecinueve plazas en abril de 1998.
En noviembre de 2003, Inter Island Airways reinició sus operaciones aéreas cuando Samoa Air suspendió sus operaciones aéreas en septiembre del mismo año debido a las dificultades financieras. La aerolínea proporcionaba servicios de pasajeros charter y de carga entre Pago Pago, Ofu y Tau.
En enero de 2005, Inter Island Airways obtuvo nuevamente su certificado Part 135 y comenzó a expandirse internacionalmente. En junio del mismo año, Inter Island Airways comenzó a proporcionar servicios charter entre Pago Pago y Apia, Samoa Independiente. En julio de 2007, Inter Island Airways recibió la Autorización de Transportistas Aéreo para vuelos regulares de pasajeros. Inter Island Airways amplió su flota en febrero de 2005 con la adquisición de un Britten-Norman Islander BN2B-26 de nueve plazas. En diciembre de 2006, un Dornier 228-212 adicional de diecinueve plazas fue adquirido. 
El año 2009 fue el del inicio de la expansión en vuelos chárter y regulares a las afueras de las Islas de Samoa con Inter Island Airways comenzando a efectuar vuelos regulares comerciales a Vava'u y Nuku'alofa en el Reinado de Tonga, y a Alofi, Niue con la adquisición de un avión turbohélice de Dornier 328-110 diecinueve plazas. La ampliación de sus servicios aéreos se anticipará a 2010 cuando Inter Island Airways planea comenzar a operar desde Pago Pago a Suva, Fiji así como a las islas de Wallis y Futuna como Inter Island Airways añadiendo aviones Dornier 328 para su crecimiento de flota.

## Antiguos destinos
Inter Island Airways operó vuelos diarios de pasajeros a/desde Pago Pago con los siguientes destinos de aeropuertos insulares:
| Países          | Destinos      | Aeropuertos                               |
| --------------- | ------------- | ----------------------------------------- |
| Fiyi            | Suva          | Aeropuerto Internacional de Nausori       |
| Kiribati        | Kiritimati    | Aeropuerto Internacional Cassidy          |
| Niue            | Alofi         | Aeropuerto Internacional de Niue          |
| Samoa           | Apia          | Aeropuerto Internacional Faleolo          |
| Samoa Americana | Ofu y Olosega | Aeropuerto de Ofu                         |
| Samoa Americana | Pago Pago     | Aeropuerto Internacional de Pago Pago HUB |
| Samoa Americana | Ta'u          | Aeropuerto de Ta'u                        |
| Tonga           | Nukualofa     | Aeropuerto Internacional Fua'amotu        |
| Tonga           | Vava'u        | Aeropuerto Internacional de Vava'u        |

## Flota histórica
La flota de aviones de Inter Island Airways consistió en las siguientes aeronaves:
| Aeronaves               | Total | Introducido | Retirado | Matrículas      |
| ----------------------- | ----- | ----------- | -------- | --------------- |
| Britten-Norman Islander | 1     | 1995        | 2017     | N27BN           |
| Dornier 228             | 2     | 2003        | 2017     | N228ST y N229ST |
| Dornier 328             | 1     | 2009        | 2015     | N328ST          |